# 56 Arietis
56 Arietis, som är stjärnans Flamsteed-beteckning, är en ensam stjärna belägen i den mellersta delen av stjärnbilden Väduren, som också har  variabelbeteckningen SX Arietis. Den har en genomsnittlig skenbar magnitud på ca 5,79 och är svagt synlig för blotta ögat där ljusföroreningar ej förekommer. Baserat på parallax enligt Gaia Data Release 2 på ca 8,0 mas, beräknas den befinna sig på ett avstånd på ca 406 ljusår (ca 124 parsek) från solen. Den rör sig bort från solen med en heliocentrisk radialhastighet av ca 18 km/s.

## Egenskaper
56 Arietis är en blå till vit underjättestjärna av spektralklass B6 IV-V, men har också klassificerats som en magnetisk, kemiskt ovanlig stjärna av kiseltyp med en stjärnklassificering av B9 pSi.  Den har en massa som är ca 3,2 solmassor, en radie som är ca 2,3 solradier och utsänder ca 110 gånger mera energi än solen från dess fotosfär vid en effektiv temperatur av ca 12 400 K.
56 Arietis är en variabel stjärna av SX Arietis-typ (SXARI), som varierar mellan visuell magnitud +5,75 och 5,81 med en period av 0,727902 dygn eller 17,4696 timmar, och som ökar med cirka två sekunder per hundra år. Stjärnan har en femårsperiod för procession av dess axel.
56 Arietis är protypstjärna för SX-variablerna, som är högtemperaturanaloger av Alfa2 Canum Venaticorum-variabler – och uppvisar starka magnetfält och intensiva spektrallinjer av He I- och Si III-.